# Neaspilota footei
Neaspilota footei es una especie de insecto del género Neaspilota de la familia Tephritidae del orden Diptera.

## Historia
Amnon Freidberg y Wayne N. Mathis la describieron científicamente por primera vez en el año 1986.